# Herly (Somme)
Pour les articles homonymes, voir Herly.
Herly est une commune française située dans le département de la Somme, en région Hauts-de-France.

## Géographie

### Hydrographie

#### Réseau hydrographique
La commune est située dans le bassin Artois-Picardie. Elle est drainée par l'Ingon.
L'Ingon, d'une longueur de 12 km, prend sa source dans la commune de Fonches-Fonchette et se jette  dans le canal du Nord à Rouy-le-Grand, après avoir traversé sept communes.

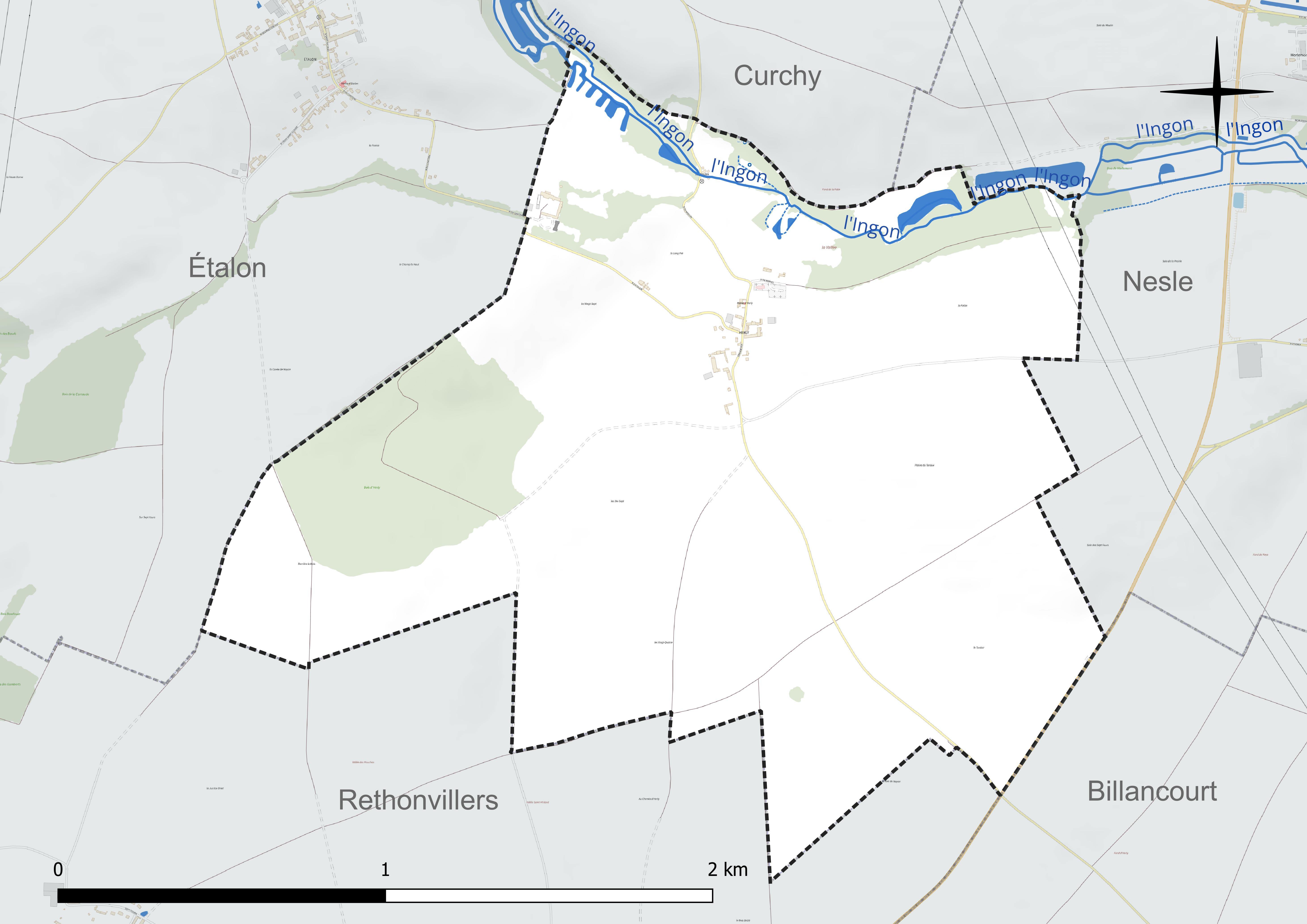
Réseau hydrographique de Herly.

#### Gestion et qualité des eaux
Le territoire communal est couvert par le schéma d'aménagement et de gestion des eaux (SAGE) « Haute Somme ». Ce document de planification concerne un territoire de 1 798 km2 de superficie, délimité par le bassin versant de la Haute Somme est constitué d'un réseau hydrographique complexe de cours d'eau, de marais, d'étangs et de canaux. Le périmètre a été arrêté le 21 avril 2006 et le SAGE proprement dit a été approuvé le 15 juin 2017. La structure porteuse de l'élaboration et de la mise en œuvre est le syndicat mixte d'aménagement hydraulique du bassin versant de la Somme (AMEVA).
La qualité des cours d'eau peut être consultée sur un site dédié géré par les agences de l'eau et l'Agence française pour la biodiversité.

### Climat
Pour des articles plus généraux, voir Climat des Hauts-de-France et Climat de la Somme.
En 2010, le climat de la commune est de type climat océanique dégradé des plaines du Centre et du Nord, selon une étude du CNRS s'appuyant sur une série de données couvrant la période 1971-2000. En 2020, Météo-France publie une typologie des climats de la France métropolitaine dans laquelle la commune est exposée à un climat océanique et est dans la région climatique Nord-est du bassin Parisien, caractérisée par un ensoleillement médiocre, une pluviométrie moyenne régulièrement répartie au cours de l'année et un hiver froid (3 °C).
Pour la période 1971-2000, la température annuelle moyenne est de 10,4 °C, avec une amplitude thermique annuelle de 14,7 °C. Le cumul annuel moyen de précipitations est de 723 mm, avec 11,7 jours de précipitations en janvier et 8,8 jours en juillet. Pour la période 1991-2020, la température moyenne annuelle observée sur la station météorologique la plus proche, située sur la commune de Rouvroy-en-Santerre à 12 km à vol d'oiseau, est de 10,8 °C et le cumul annuel moyen de précipitations est de 635,8 mm,. Pour l'avenir, les paramètres climatiques de la commune estimés pour 2050 selon différents scénarios d'émission de gaz à effet de serre sont consultables sur un site dédié publié par Météo-France en novembre 2022.

## Urbanisme

### Typologie
Au 1er janvier 2024, Herly est catégorisée commune rurale à habitat très dispersé, selon la nouvelle grille communale de densité à sept niveaux définie par l'Insee en 2022.
Elle est située hors unité urbaine. Par ailleurs la commune fait partie de l'aire d'attraction de Roye, dont elle est une commune de la couronne,. Cette aire, qui regroupe 35 communes, est catégorisée dans les aires de moins de 50 000 habitants,.

### Occupation des sols
L'occupation des sols de la commune, telle qu'elle ressort de la base de données européenne d'occupation biophysique des sols Corine Land Cover (CLC), est marquée par l'importance des territoires agricoles (86,7 % en 2018), une proportion identique à celle de 1990 (86,7 %). La répartition détaillée en 2018 est la suivante : 
terres arables (80,3 %), forêts (13,3 %), zones agricoles hétérogènes (6,4 %). L'évolution de l'occupation des sols de la commune et de ses infrastructures peut être observée sur les différentes représentations cartographiques du territoire : la carte de Cassini (XVIIIe siècle), la carte d'état-major (1820-1866) et les cartes ou photos aériennes de l'IGN pour la période actuelle (1950 à aujourd'hui).

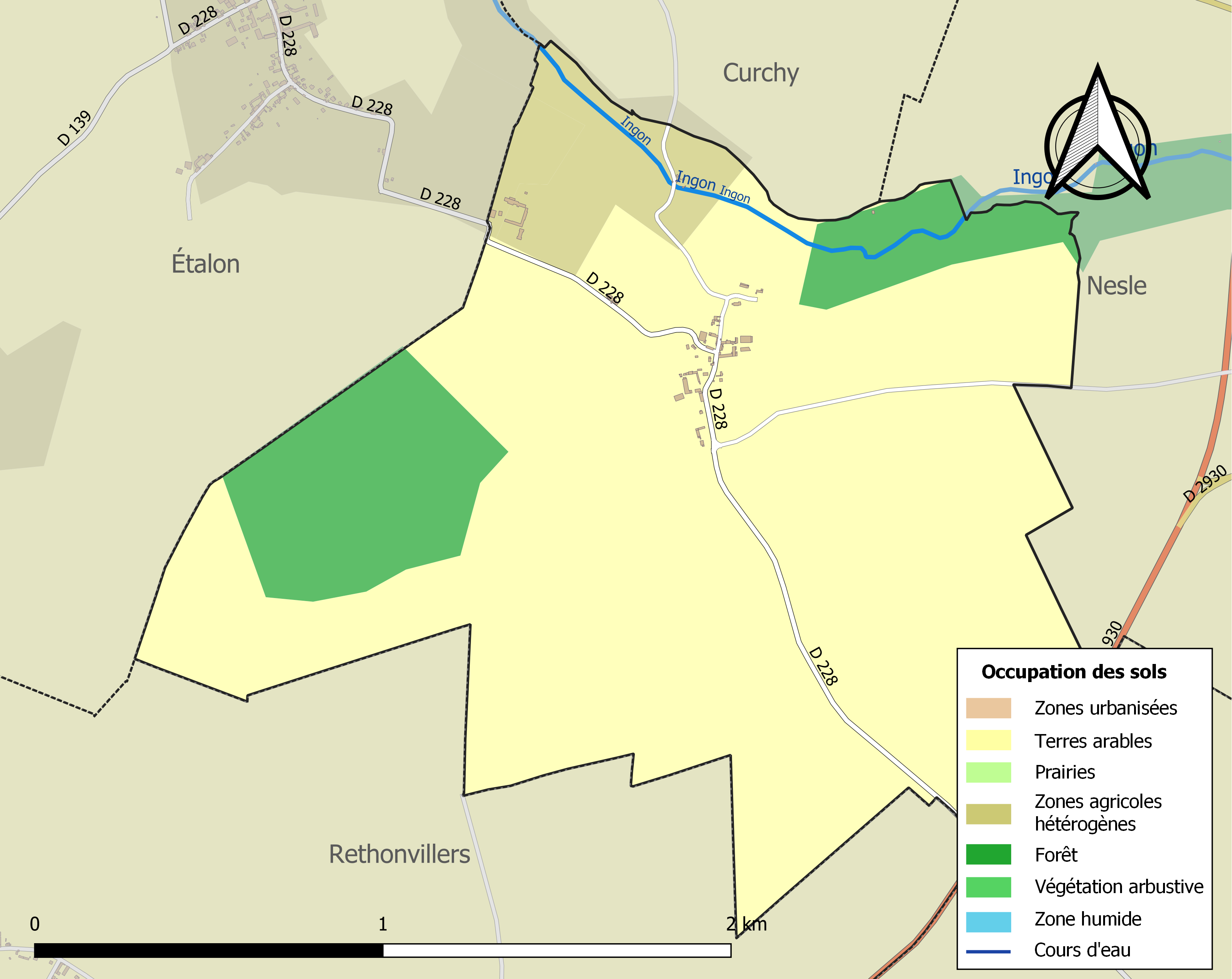
Carte des infrastructures et de l'occupation des sols de la commune en 2018 (CLC).

## Toponymie
Le lieu était dénommé Hesli en 1148, Herli en 1197, Hellie en 1230, Herlyes en 1394, Herly-Herlieux en 1753 et Herlyes en 1761.

## Histoire
L'histoire du village débute en 879 lorsque le roi Louis II le Bègue donne les terres d'Herly à l'évêque de Noyon.
La seigneurie relevait du marquisat de Nesle.
En 1655, un pasteur protestant, Jean Farcy, est nommé au village. Il y reste deux ans. Il est remplacé par Jean Desormeaux qui reste en fonction jusqu'à la révocation de l'édit de Nantes de 1685.
En 1711, le chevalier Louis Le Carlier devient seigneur de Herly. Protestant, il encourage l'adhésion des villageois à cette religion, fait construire le château détruit pendant la Première Guerre mondiale et un bâtiment où sont célébrés les cultes réformés .
Première Guerre mondiale
À la fin de la Première Guerre mondiale, le village est considéré comme détruit,. Il a été décoré de la croix de guerre 1914-1918 le 30 octobre 1920.

## Politique et administration

### Rattachements administratifs et électoraux
La commune se trouve  dans l'arrondissement de Montdidier du département de la Somme. Pour l'élection des députés, elle fait partie depuis 2012 de la cinquième circonscription de la Somme.
Elle fait partie depuis 1801 du canton de Roye. Dans le cadre du redécoupage cantonal de 2014 en France, ce canton, dont la commune est toujours membre, est modifié, passant de 33 à 62  communes.

### Intercommunalité
La commune est l'un des membres fondateurs de la communauté de communes du Grand Roye, créée en 2012.
La commune a souhaité en 2017 changer d'intercommunalité et rejoindre la communauté de communes de l'Est de la Somme, dont elle se juge plus proche, étant incluse dans le bassin de vie de Nesle, où les enfants sont scolarisés. De plus, la fiscalisation très basse que pratiquait le Grand Roye est amené à augmenter en raison de sa fusion avec la communauté de communes du canton de Montdidier intervenue début 2017.
Bien que le conseil communautaire de l'Est de la Somme ait approuvé ce rattachement le 26 juin 2017 – mais pas celui du Grand Roye –  et après avis de la commission départementale de coopération intercommunale (CDCI) fin septembre 2017, cette demande est rejetée par le préfet et Herly demeure dans la communauté de communes du Grand Roye,.Herly a renouvelé sa demande en 2021/2022 , malgré l'opposition du conseil communautaire de la communauté de communes du Grand Roye,.

### Liste des maires
| Période                                  | Période                       | Identité               | Étiquette | Qualité                         |
| ---------------------------------------- | ----------------------------- | ---------------------- | --------- | ------------------------------- |
| Les données manquantes sont à compléter. |                               |                        |           |                                 |
| mars 2001                                | 2014                          | Francine de Bouteville |           |                                 |
| 2014                                     | En cours (au 22 février 2022) | Nathalie Fouassier     |           | Réélue pour le mandat 2020-2026 |

## Démographie
L'évolution du nombre d'habitants est connue à travers les recensements de la population effectués dans la commune depuis 1793. Pour les communes de moins de 10 000 habitants, une enquête de recensement portant sur toute la population est réalisée tous les cinq ans, les populations de référence des années intermédiaires étant quant à elles estimées par interpolation ou extrapolation. Pour la commune, le premier recensement exhaustif entrant dans le cadre du nouveau dispositif a été réalisé en 2007.

En 2022, la commune comptait 40 habitants, en évolution de −13,04 % par rapport à 2016 (Somme : −1,26 %, France hors Mayotte : +2,11 %).
| 1793 | 1800 | 1806 | 1821 | 1831 | 1836 | 1841 | 1846 | 1851 |
| ---- | ---- | ---- | ---- | ---- | ---- | ---- | ---- | ---- |
| 193  | 193  | 266  | 168  | 171  | 195  | 192  | 177  | 167  |

| 1856 | 1861 | 1866 | 1872 | 1876 | 1881 | 1886 | 1891 | 1896 |
| ---- | ---- | ---- | ---- | ---- | ---- | ---- | ---- | ---- |
| 144  | 135  | 116  | 110  | 104  | 94   | 93   | 85   | 61   |

| 1901 | 1906 | 1911 | 1921 | 1926 | 1931 | 1936 | 1946 | 1954 |
| ---- | ---- | ---- | ---- | ---- | ---- | ---- | ---- | ---- |
| 77   | 70   | 71   | 48   | 66   | 64   | 74   | 61   | 78   |

| 1962 | 1968 | 1975 | 1982 | 1990 | 1999 | 2006 | 2007 | 2012 |
| ---- | ---- | ---- | ---- | ---- | ---- | ---- | ---- | ---- |
| 52   | 63   | 51   | 44   | 45   | 48   | 47   | 47   | 48   |

| 2017 | 2022 | - | - | - | - | - | - | - |
| ---- | ---- | - | - | - | - | - | - | - |
| 45   | 40   | - | - | - | - | - | - | - |

## Culture locale et patrimoine

### Lieux et monuments
- Église Saint-Éloi[31], reconstruite[14] en briques après sa destruction lors de la Première Guerre mondiale[32].

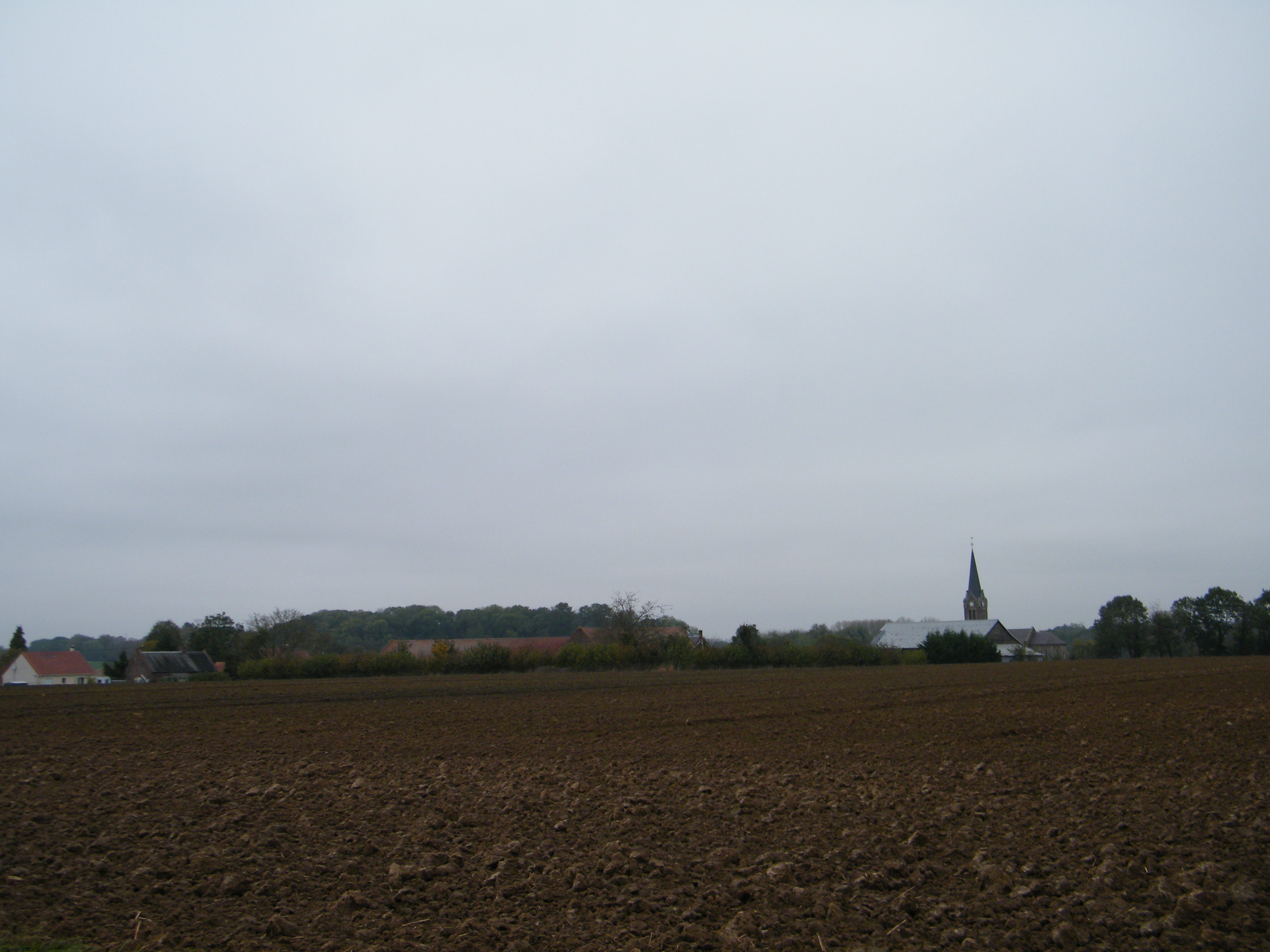
Vue éloignée du village.
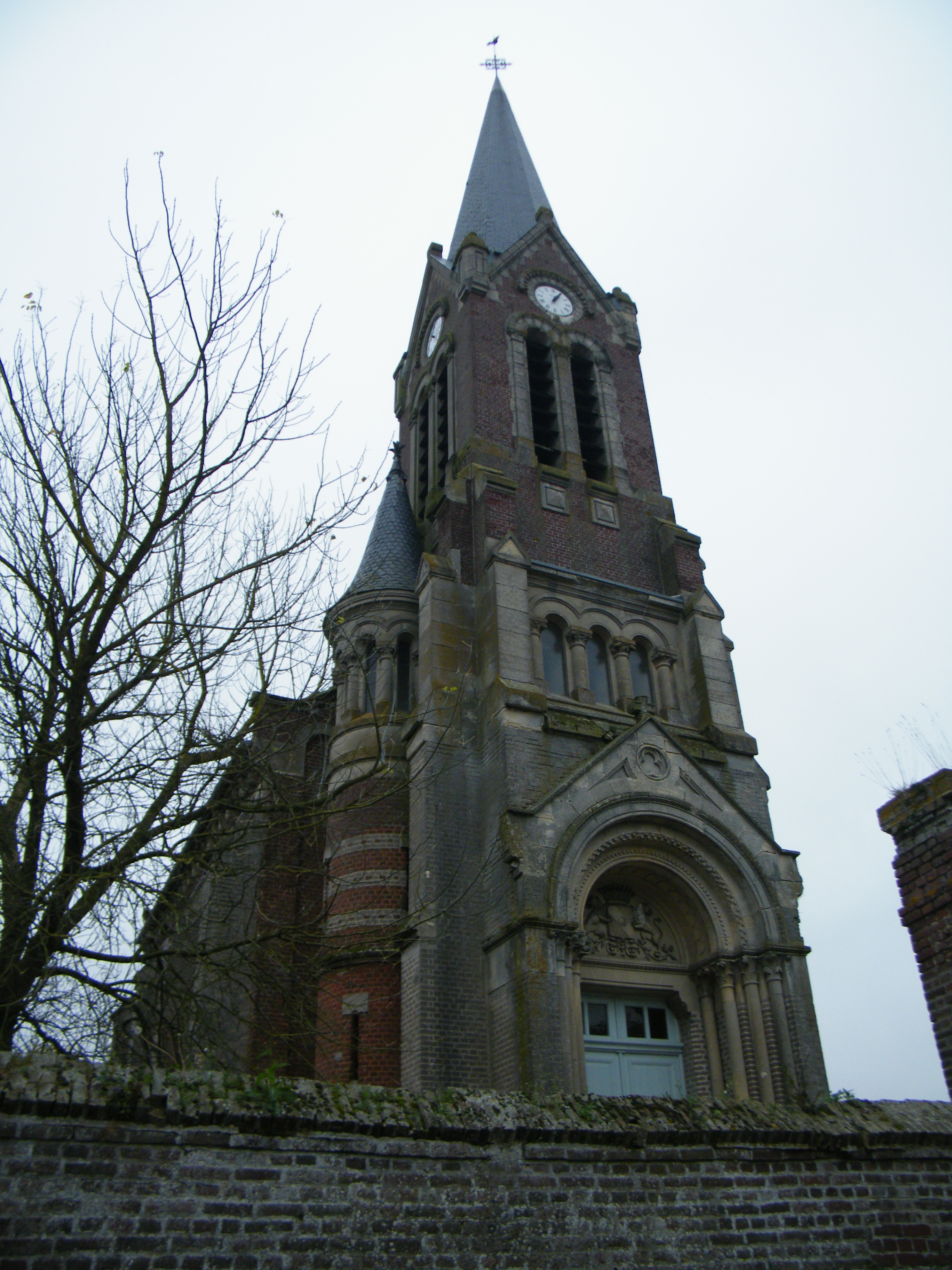
L'église Saint-Éloi.
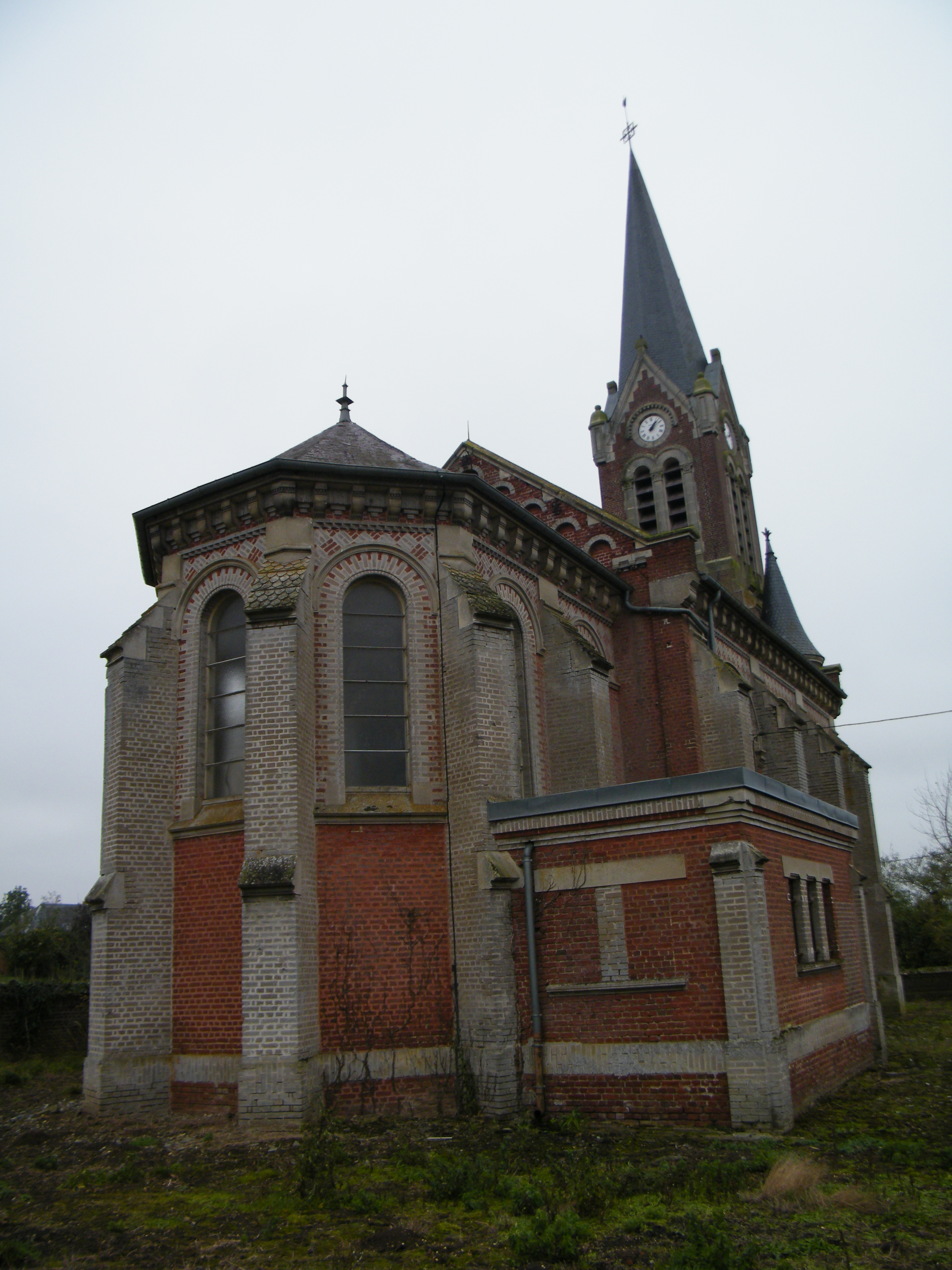
La nef de l'église.
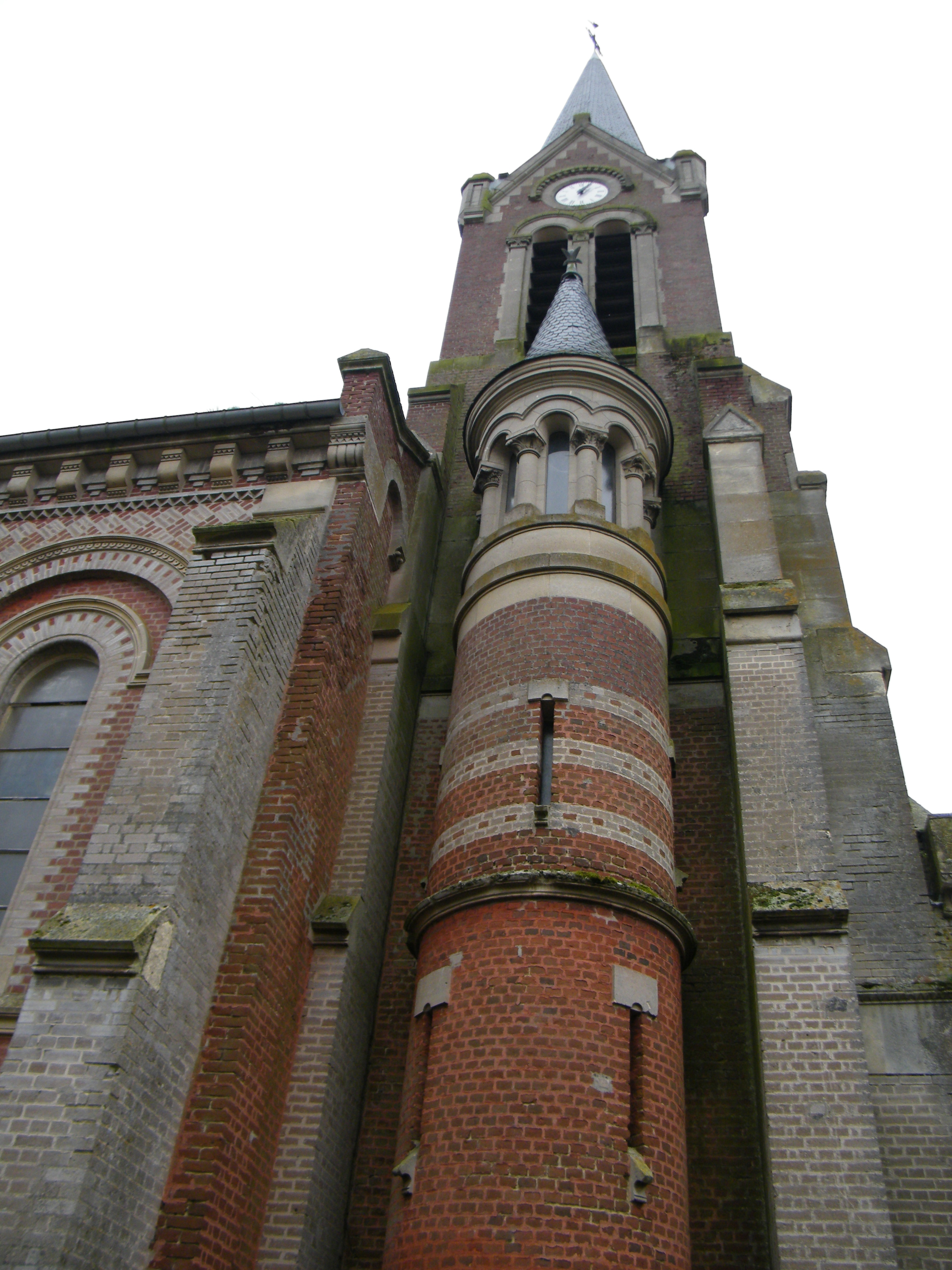
Détails du clocher.

## Pour approfondir